# Paraliparis ater
Paraliparis ater är en fiskart som beskrevs av Stein, Chernova och Anatoly Petrovich Andriashev 2001. Paraliparis ater ingår i släktet Paraliparis och familjen Liparidae. Inga underarter finns listade i Catalogue of Life.